# Alenka Dovžan
Alenka Dovžan (* 11. Februar 1976 in Piran) ist eine ehemalige slowenische Skirennläuferin.
Ihre erste Weltcupsaison (1993/94) war zugleich ihre erfolgreichste. Am 17. Januar 1994 gewann sie ihr einziges Weltcup-Rennen, den Super-G von Cortina d’Ampezzo (ex-aequo-Sieg mit Pernilla Wiberg). Noch überraschender war wenige Wochen später der Gewinn der Bronzemedaille in der Alpinen Kombination bei den Olympischen Winterspielen 1994 in Lillehammer. Ende der Saison belegte sie im Gesamtweltcup den 13. Platz.
Dovžan erreichte in allen Disziplinen Plätze unter den ersten Zehn, wenngleich sie sich dann von Ende der 1990er Jahre bis zu ihrem Karriereende 2003 nur noch auf Riesenslalom und Slalom konzentrierte.